# Duque en Baviera

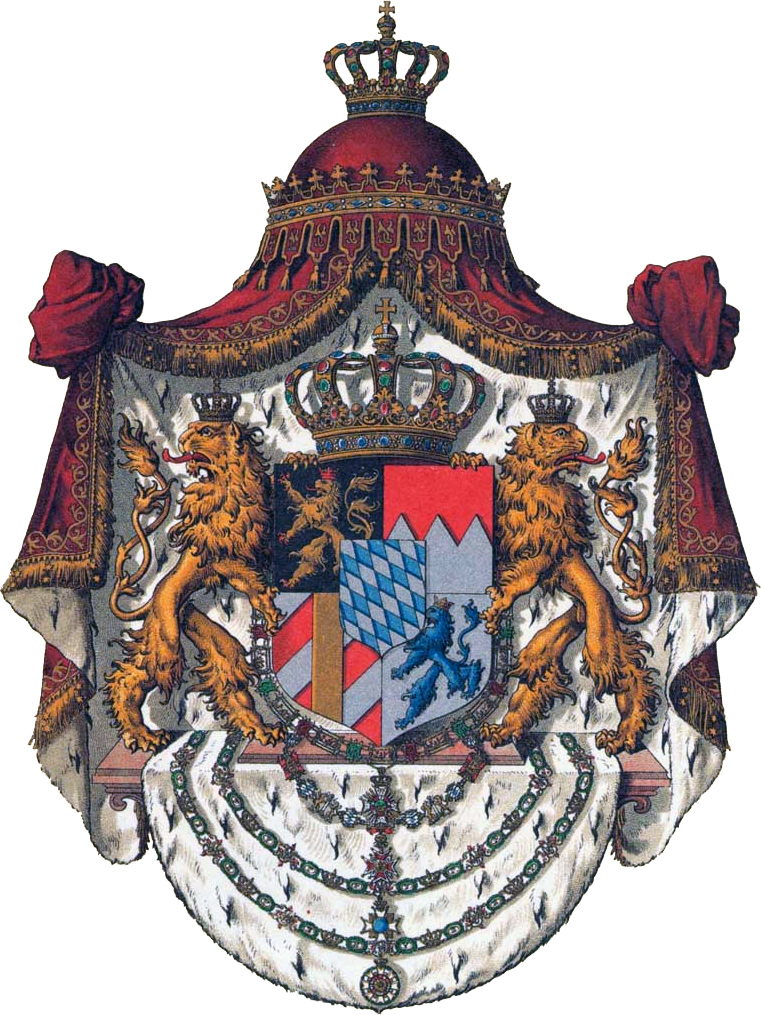
Escudo de armas de la rama real de Baviera (reyes de Baviera)

Escudo de armas de la rama ducal de Baviera (duques en Baviera)

Duque en Baviera —en alemán Herzog in Bayern— (no confundir con duque de Baviera —en alemán Herzog von Bayern—) es un título aristocrático utilizado por los miembros de la Casa de Wittelsbach descendientes de la rama de condes palatinos de Zweibrücken-Birkenfeld-Gelnhausen.
El título tomó mayor relevancia cuando, el 16 de febrero de 1799, murió el jefe de la Casa de Wittelsbach, Carlos Teodoro del Palatinado y Baviera, príncipe elector, conde palatino y duque de Baviera. En ese momento, había solo dos ramas supervivientes de la familia: los Zweibrücken, con el duque Maximiliano I de Baviera a la cabeza, y los Birkenfeld, con Guillermo de Baviera, conde palatino de Birkenfeld-Gelnhausen y duque de Berg, como jefe.
Mientras que Maximiliano heredó el título de elector de Baviera que le llevaría más tarde a ser rey, Guillermo fue compensado con el título de duque en Baviera y el tratamiento de su alteza real para sí y sus descendientes.
En el año 1965, quedaban solamente dos miembros masculinos de la familia, el duque Luis Guillermo de Baviera y su primo, el duque Leopoldo. Ambos eran considerablemente mayores y carecían de descendencia. Así, el 18 de marzo de 1965, Luis Guillermo decidió adoptar al príncipe Maximiliano Manuel Luis de Baviera, hijo segundogénito de su sobrino, el príncipe Alberto de Baviera. Hasta ese entonces, Maximiliano había utilizado como apellido el título Duque en Baviera (Herzog in Bayern), en vez de Príncipe de Baviera (Prinz von Bayern), que es el que le correspondía. Maximiliano tuvo cinco hijas, nacidas todas ellas duquesas en Baviera (Herzogin in Bayern).

## Duques en Baviera
- Guillermo de Baviera (1752-1837), casado en 1780 con la condesa palatina María Ana de Zweibrücken-Birkenfeld (1753-1824). Con descendencia:
  - María Isabel de Baviera (1784-1849), casada en 1808 con Louis Alexandre Berthier, Príncipe Soberano de Neuchâtel (1753-1815). Con descenencia.
  - Pío Augusto de Baviera (1786-1837), casado en 1807 con Amalia Luisa de Arenberg, Princesa-Duquesa de Arenberg, (1789-1823). Con descendencia:
    - Maximiliano de Baviera (1808-1888), casado en 1828 con Ludovica de Baviera, Princesa Real de Baviera (1808-1892). Con descendencia:
      - Luis de Baviera (1831-1920), que renunció a sus derechos como primogénito para casarse con la actriz Henriette Mendel, baronesa de Wallersee (1833-1891), y quien, una vez viudo, se casó con otra actriz, Bárbara Antonie Barth, baronesa de Bartolf (1871-1956). Con descendencia morganática.[1]
      - Guillermo Carlos de Baviera (1832-1833).
      - Elena de Baviera (1834-1890), casada en 1858 con el príncipe Maximiliano de Thurn und Taxis (1831-1867). Con descendencia.
      - Isabel de Baviera (1837-1898), casada en 1854 con el Emperador Francisco José I de Austria (1830-1916). Con descendencia.
      - Carlos Teodoro de Baviera (1839-1909), casado en 1865 con la princesa Sofía de Sajonia (1845-1867), y después, tras enviudar de ésta, casado en 1874 con la Infanta María José de Portugal (1857-1943). Con descendencia:
        - Amalia María de Baviera (1865-1912), casada en 1892 con el príncipe Guillermo de Urach, duque de Urach y conde de Württemberg, (1864-1928), futuro Rey de Lituania bajo el nombre de Mindaugas II de Lituania. Con descendencia.
        - Sofía Adelaida de Baviera (1875-1957), casada con el conde Hans Viet de Törring-Jettenbach (1862-1929). Con descendencia.
        - Isabel Gabriela de Baviera (1876-1965), casada en 1900 con el Rey Alberto I de Bélgica (1875-1934). Con descendencia.
        - María Gabriela de Baviera (1878-1912), casada en 1990 con el príncipe Ruperto de Baviera (1869-1955). Con descendencia.
        - Luis Guillermo de Baviera (1884-1968), casado en 1917 con la princesa Leonor Ana Lucía de Sayn-Wittgenstein-Berleburg (1880-1965). En 1965, adoptaron a:
          - Maximiliano Manuel Luis de Baviera (1937), convertido en duque en Baviera, casado en 1967 con la condesa Elizabeth Douglas-Stjernorp (1940). Con descendencia:
            - Sofía Isabel de Baviera (1967), casada en 1993 con el príncipe Luis de Liechtenstein (1968). Con descendencia.
            - María Carolina de Baviera (1969), casada en 1991 con el duque Felipe de Württemberg (1964). Con descendencia.
            - Elena Eugenia de Baviera (1972). Soltera.
            - Isabel María Cristina de Baviera (1973), casada en 2004 con el doctor Daniel Terberger (1967). Con descendencia.
            - María Ana Enriqueta de Baviera (1975), casada en 2007 con Klaus Runow. Divorciados en 2015. Casada en 2015 con el Barón Andrés de Maltzahn. Con descendencia.

        - Francisco José de Baviera (1888-1912).

      - María Sofía de Baviera (1841-1925), casada en 1859 con el Rey Francisco II de las Dos Sicilias (1836-1894). Con descendencia.
      - Matilde Ludovica de Baviera (1843-1925), casada en 1861 con Luis de Borbón-Dos Sicilias, conde de Trani (1838-1886). Con descendencia.
      - Sofía Carlota de Baviera (1847-1897), casada en 1868 con Fernando Felipe María de Orleans (1844-1910), duque de Alençon. Con descendencia.
      - Maximiliano Manuel de Baviera (1849-1893), casado en 1875 con la princesa Amalia de Sajonia-Coburgo-Gotha (1848-1894). Con descendencia:
        - Sigfrido de Baviera (1876-1952).
        - Cristóbal José de Baviera (1879-1963), casado en 1924 con Anna Sibig (1874-1958).
        - Leopoldo Manuel de Baviera (1890-1973).